# Мешели (Валовищко)
Мешели (на гръцки: Πετρινό или Πετρηνό, Петрино, катаревуса: Πετρινόν, Петринон, до 1927 година Μεσιλή, Месили) е бивше село в Република Гърция, разположено на територията дем Синтика, област Централна Македония.

## География
Селото е било разположено западно от град Сяр (Серес).

## История

### В Османската империя
В края на XIX век Мешели е село, спадащо към Демирхисарската каза на Серски санджак.
В 1891 година Георги Стрезов пише за селото:
| „ | Мишили, пет часа далеч на З от Сяр. Жителите са орачи, овчаре и говедаре. 35 къщи само турци. | “ |

Според статистиката на Васил Кънчов („Македония. Етнография и статистика“) в 1900 година в Мешели живеят 350 турци.

### В Гърция
През Балканската война селото е освободено от Седма пехотна рилска дивизия на българската армия, но след Междусъюзническата война от 1913 година остава в пределите на Гърция. Според преброяването от 1928 година Мешели е изцяло бежанско село с 40 бежански семейства и 164 души бежанци. В 1926 година е прекръстено на Петрино, но официално смяната влиза в регистрите в следващата 1927 година.